# Дегу
Де́гу, или чилийская белка (лат. Octodon degus), — южноамериканский грызун из семейства восьмизубовых, эндемик Чили. Предпочитает полузасушливые каменистые биотопы, поросшие кустарником.
Наиболее активны они днём, но пасутся в основном в утреннее и вечернее время, летнюю жару избегают, так как прямой солнечный свет может вызвать у них тепловой удар.
Питаются травами, листьями кустарников, корой деревьев, семенами, корнями и плодами. Корм запасают в норах или закапывают его в землю. В зимнее время года питаются сухими листьями  и сеном.

## Описание

### Внешний вид
Известны две цветовые вариации дегу: серо-коричневые и жёлто-коричневые, иногда бывают полу-жёлто-серые-полукоричневые, однако в настоящий момент выведены и новые окрасы, такие как песочный, белый, чёрный, голубой и лиловый. Длина тела достигает от 9 до 22 см, длина хвоста 7—9 см. Весят в среднем 200—300 граммов. Мех короткий, очень мягкий. Мордочка вытянутая, глаза слабовыпуклые, тёмно-коричневые или чёрные, с вертикальными зрачками, уши заостренные, длинные. Спина серо-коричневая, часто с оранжевым оттенком. Брюшко кремово-жёлтое. Лапы бледно-серые. Кончик хвоста белый или чёрный, с небольшой кисточкой на конце. Будучи пойманными за хвост, сбрасывают с него кожу, оставляя её нападающему, и убегают. Оголившийся участок хвоста дегу отгрызают. У самок 4 пары сосков.

### Строение тела дегу[4]

#### Глаза
У дегу довольно большие глаза диаметром около 7—8 мм, почти круглые, цветом от тёмно-коричневого до чёрного. Так как глаза расположены почти напротив друг друга, поле зрения грызуна составляет почти 360°, что позволяет ему наблюдать за происходящим вокруг, практически не двигая головой.

#### Уши
Дегу имеет довольно большие уши овальной формы, серо-коричневого цвета. В тишине уши немного прижимаются к телу, при резком звуке, крике или шорохе моментально раскрываются обратно. Слуховой аппарат у дегу очень чувствительный и позволяет слышать им такие звуки, которые для человека почти что неуловимы.

#### Нос и усы
Нос короче, чем у мышей, имеет более округлую форму. По краям большое количество усов, выполняющих осязательную функцию.

#### Зубы
Зубов у дегу 20. Пара резцов на верхней челюсти, пара на нижней. Клыков нет. Вместо них промежуток, называемый диастема.
- 4 премоляра — малых коренных зуба (по одному на каждой стороне верхней и нижней челюсти).
- 12 моляров — больших коренных зубов (по три на каждой стороне верхней и нижней челюсти).

Моляры вместе с премолярами объединяются в группу щёчных зубов.
Такое расположение зубов позволяет грызунам прогрызать сравнительно твёрдые материалы и выплёвывать частицы последних через диастему, даже не беря их в рот.
Поскольку каждый из зубов занимает строго определённое положение относительно других, он может быть обозначен порядковым номером, поэтому зубной ряд записывают в виде формулы. Млекопитающие, к коим относятся дегу, двусторонне-симметричные животные, и поэтому такую формулу составляют только для одной стороны верхней и нижней челюстей, это значит, что для подсчёта общего количества зубов необходимо умножить соответствующие цифры на два. Формула зубного набора дегу выглядит так:
- I 1:1 C 0:0 P 1:1 M 123: 123 = 10

(I — резцы, C — клыки, P — премоляры и M — моляры, верхняя и нижняя челюсти — числитель и знаменатель дроби)
Полученный результат умножаем на 2, получаем 20, это полное число зубов дегу.
Взрослый дегу имеет зубы оранжевого (ярко-оранжевого) цвета, однако детёныши рождаются с белыми зубами, цвет которых меняется с возрастом, благодаря наличию трав в рационе.

#### Лапы
Передние лапы у дегу короткие и имеют четыре пальца и рудиментарный большой палец. Задние лапы немного вытянутые и имеют пять пальцев. На каждом пальце есть изогнутый заострённый чёрный ноготок. Лапы покрыты серебристо-серыми волосками.

#### Шерсть
Шерсть у дегу чаще всего имеет окрас агути. Хотя бывают и другие окрасы, например чёрный, песочный, кремовый, пятнистый и другие. Шерсть у них мягкая и шелковистая. В периоде от нуля до двух месяцев (бывают и исключения) детская шерсть меняется на взрослую.

#### Хвост и кисточка
Хвост покрыт короткой, грубой щетиной. К концу хвоста волосы становятся длиннее и образуют кисточку.

### Распространение
Обитают дегу в Чили, в западной части Анд.

### Питание
Дегу — это травоядный грызун. По результатам научных наблюдений природный корм дегу составляют:
- 42 % — различные виды трав;
- 23 % — корни, листья и цветы кустарниковых;
- 15 % — лекарственные травы;
- 10 % — семена;
- 8 % — свежие овощи;
- 2 % — кора деревьев.

Каждый день в качестве основного питания в рационе дегу должно присутствовать: много сена высокого качества + листья, травы. Сено — основа рациона травоядных, оно должно быть в клетке всегда. В сене содержится очень много каротина и клетчатки (которая необходима зверькам), это необходимо для нормального обмена веществ, роста, развития, так же оно содержит все необходимые вещества — перевариваемый растительный протеин, витамины, кальций, фосфор и т. д.
В неволе дегу кормят и различными травами: подорожник, одуванчик, клевер, ромашка, мята и мелисса, крапива, листья и веточки: малины, яблони, груши, чёрной и красной смородины, черники, орешника, шиповника (цветки и листья), брусники и др., цветки календулы (ноготков), цикория, василька и других разрешённых трав. Помимо основного питания, каждый день дегу должен получать специализированный корм для дегу (2—4 вида для полноценного питания), полезные лакомства (цветы, ягоды, овощи и т. д.).

### Размножение
В природе дегу приносят один, реже два раза в год потомство, с февраля по ноябрь в северной, более тёплой части ареала. На юге этот период короче. В неволе размножаются круглый год (один-два помёта в год). Самки способны забеременеть сразу после родов, поэтому рекомендуется отсаживать самцов сразу после беременности самки, дабы избежать повторной беременности и последующей смерти самки и потомства. Беременность длится от 87 до 93 дней, что, в среднем, долго для грызунов, и в помёте обычно от одного до шести малышей. Период кормления молоком длится от двух до четырёх недель.
При наблюдении за животными в природе было отмечено, что родители кормят детёнышей молодой травой, которую приносят в нору.
Масса при рождении — в среднем 14 г.

### Поведение
Дегу живут в норах. Копая их совместно, они создают целые сети тоннелей, однако достаточно долгое время они проводят на «свежем воздухе», добывая себе пищу.
Размер территории — 200 м² (в среднем). Участок одной социальной группы дегу занимает около 200 квадратных метров, а «плотность» — около 75 дегу на гектар. Точные данные неизвестны. Животные общаются визуально, тактильно, акустически (в их репертуар входит около 15 звуков), химически. Помечают территорию обитания мочой. Восприятие каналов: визуальных, тактильных, акустических, химических. Дегу обычно ведут дневной образ жизни, пики активности приходятся на утро и ранний вечер.(в неволе подстраиваются под режим хозяина) Живут небольшими группами с развитой иерархией. Каждая группа имеет свою гнездовую и кормовую территорию, которую активно защищает от чужаков.
Дегу имеют сильные задние лапы и могут высоко прыгать (до 1 метра). В природе только 50 % дегу доживают до года. И лишь 1 % доживает до 2-х лет. В домашних условиях дегу живут 5—10 лет. Зафиксированы случаи, когда дегу доживали до 15 лет.

## Дегу и человек
С одной стороны, дегу — серьёзный сельскохозяйственный вредитель. Они могут поедать культивируемые людьми насаждения, способны портить сады и склады продовольствия, могут нанести иной ущерб сельскому хозяйству.
С другой стороны, есть и положительные факторы — дегу разводятся как декоративные животные, широко используются для лабораторных исследований. На дегу исследуют ритмы ночь/день, у них отмечено нарушение толерантности к глюкозе, что позволяет проводить исследования по сахарному диабету. Дегу используют для моделирования болезни Альцгеймера, так как на 3—4 году жизни в их мозге образуются амилоидные бляшки и агрегаты Тау-белка. Разводятся также как домашнее животное.